# Edward J. McGaw
Edward John McGaw (* 13. Februar 1901; † 19. März 1972) war ein Generalmajor der United States Army. Er war unter anderem Kommandeur der 1. Kavalleriedivision.
Im Jahr 1920 absolvierte Edward McGaw die United States Military Academy in West Point. Nach seiner Graduation wurde er als Leutnant in das Offizierskorps des US-Heeres aufgenommen. In der Armee durchlief er anschließend alle Offiziersränge vom Leutnant bis zum Zwei-Sterne-General.
In seinen jüngeren Jahren absolvierte er den für Offiziere in den niederen Rangstufen üblichen Dienst in unterschiedlichen Einheiten und Standorten. Dazu gehörten auch Aufgaben als Stabsoffizier in verschiedenen Hauptquartieren. Zwischen Mai 1941 und Januar 1942 kommandierte er das 7th Field Artillery Observation Battalion. In diese Zeit fiel der amerikanische Eintritt in den Zweiten Weltkrieg am 7. Dezember und McGaws Beförderung zum Oberstleutnant am 11. Dezember 1941.
In der ersten Hälfte des Jahres 1942 war er in Florida und Mississippi stationiert. Von Juni 1942 bis März 1943 gehörte er dem Stab der Army Ground Forces an, wo bei er in deren Stabsabteilung für Operationen G3 tätig war. Am 18. November 1942 erfolgte seine Beförderung zum Oberst. Anschließend war er für etwa vier Wochen an der Field Artillery School, wo er eine Schulung für Stabsoffiziere bei Divisionen (New Division Officers' Class) absolvierte.
Nach dem erfolgreich bestandenen Kurs erhielt Edward McGaw das Kommando über die Artillerie der 63. Infanteriedivision. Dieses Kommando hatte er zwischen Mai 1943 und August 1945 inne. Am 30. Juni 1943 erreichte er mit seiner Beförderung zum Brigadegeneral die Generalsränge. McGaw war mit seiner Einheit ab Dezember 1944 auf dem europäischen Kriegsschauplatz eingesetzt. Die 63 Infanteriedivision drang in der Folge nach Süddeutschland vor.
Nach dem Ende des Krieges bekleidete Edward McGaw unterschiedliche militärische Ämter in verschiedenen Funktionen. So war er zwischen August und Oktober 1945 Stabsoffizier im Kriegsministerium. Danach gehörte er bis zum Februar 1947 der Stabsabteilung G3 der Army Forces Western Pacific an. Es folgte eine Versetzung nach Japan, wo er zwischen Februar und Oktober 1947 die Artillerie der 11. Luftlandedivision kommandierte.
In den Jahren 1948 bis 1950 leitete McGaw die Army Information School bzw. die Armed Forces Information School. Im Jahr 1949 kommandierte er gleichzeitig den Militärstandort Carlisle Barracks in Pennsylvania. Im weiteren Verlauf befehligte er die Artillerie des VI. Korps und das Western Army Anti-Aircraft Command. Im Mai 1955 erhielt er als Nachfolger von Orlando C. Troxel das Kommando über die 1. Kavalleriedivision (Panzer). Dieses Amt hatte er bis zum November 1956 inne. Die Division war damals vorübergehend in Japan stationiert und kehrte erst nach McGaws Zeit als Kommandeur im Jahr 1957 nach Südkorea zurück, wo sie Anfang der 1950er Jahre bereits während des Koreakriegs stationiert gewesen war.
Nach weiteren anderen Verwendungen schied Edward McGaw im Jahr 1961 aus dem aktiven Militärdienst aus. Der mit Lillian Stephenson (1899–1989) verheiratete Offizier starb am 19. März 1972 und wurde auf dem Friedhof der Militärakademie in West Point beigesetzt.

## Orden und Auszeichnungen
Er erhielt im Lauf seiner militärischen Laufbahn unter anderem folgende Auszeichnungen, die auch auf seinem Grabstein aufgelistet sind:
- Army Distinguished Service Medal
- Legion of Merit
- Bronze Star Medal